# Neocalanus plumchrus
Neocalanus plumchrus är en kräftdjursart som först beskrevs av Marukawa 1921.  Neocalanus plumchrus ingår i släktet Neocalanus och familjen Calanidae. Inga underarter finns listade i Catalogue of Life.